# Jhon Cusi Huamán
Jhon Cusi Huamán (Cuzco; 18 de enero de 1985) es un atleta peruano especializado como fondista. Consiguió ganar tres veces el Campeonato Nacional de Fondismo, en 2009, 2010 y diciembre de 2012, y tuvo el récord de Perú de 10.000 metros lisos en pista.
Fue ganador de la Gran Maratón RPP en el año 2004. En agosto del 2005 participó de los XV Juegos Deportivos Bolivarianos en Armenia (Colombia), obteniendo el 2º puesto en los 5 000 metros llanos.
En el Campeonato Sudamericano de Atletismo Mayores, realizado en Lima (Perú) en junio de 2009, obtuvo la medalla de bronce en los 10 000 metros llanos.  En octubre participó del Mundial de Media Maratón de Birmingham (Inglaterra), la primera actuación de un equipo peruano en este Mundial.
En junio de 2010 participó de la 32.º Carrera Bolder Boulder, en Boulder (Colorado, Estados Unidos), junto a sus compañeros Constantino León y Paulino Canchanya. Se corrió en la modalidad por equipos, 10 kilómetros, y los peruanos quedaron en tercer lugar y primeros entre los latinoamericanos.
Al ganar la 101.ª Media Maratón de Lima en 2010 (y simultáneamente, el Campeonato Sudamericano de Media Maratón) clasificó para el Mundial de Media Maratón realizado en octubre de ese año en Nanning, China.
En el Campeonato Sudamericano de Atletismo Mayores, realizado en Buenos Aires en junio de 2011, obtuvo el 4.º puesto en los 10 000 metros llanos, y estableció un nuevo récord nacional con un registro electrónico de 28.56.50 s, que mantenía desde 1993 el huancaíno Juan José Castillo Izarra con un registro manual de 28.56.08 s .
En la Media Maratón de Panamá, disputada el 18 de junio de 2012, obtuvo el 6.º puesto.  En julio, en la de Bogotá, se ubicó como el mejor latinoamericano (8º lugar), en una competencia que la IIAF considera como Road Race GOLD, es decir, de la máxima calidad.
Participó también del XX Mundial de Media Maratón realizado en Kavarna, Bulgaria, en octubre de 2012, donde abandonó en el kilómetro 15.

## Récords
Tuvo el récord nacional en los 10 000 metros, con 28,06 segundos.